# Way for a Sailor
Pour plus de détails, voir Fiche technique et Distribution.
Way for a Sailor est un film américain réalisé par Sam Wood, sorti en 1930.

## Fiche technique
- Titre : Way for a Sailor
- Réalisation : Sam Wood
- Scénario : Laurence Stallings, W.L. River, Charles MacArthur et Al Boasberg d'après le livre d'Albert Richard Wetjen
- Direction artistique : Cedric Gibbons
- Photographie : Percy Hilburn
- Montage : Frank Sullivan
- Société de production : Metro-Goldwyn-Mayer
- Pays de production : États-Unis
- Format : Noir et blanc
- Genre : drame
- Durée : 85 minutes
- Date de sortie : 1930

## Distribution
- John Gilbert : Jack
- Wallace Beery : Tripod
- Jim Tully : Ginger
- Leila Hyams : Joan
- Polly Moran : Polly
- Doris Lloyd : Flossy
- John George : le Nain (non crédité)
- Ray Milland : un officier de navire (non crédité)
- Toshia Mori : la fêtarde de Singapour (non crédité)
- Leo White : un marin (non crédité)
- Robert Adair : un marin (non crédité)